# Maurice-Louis Faure

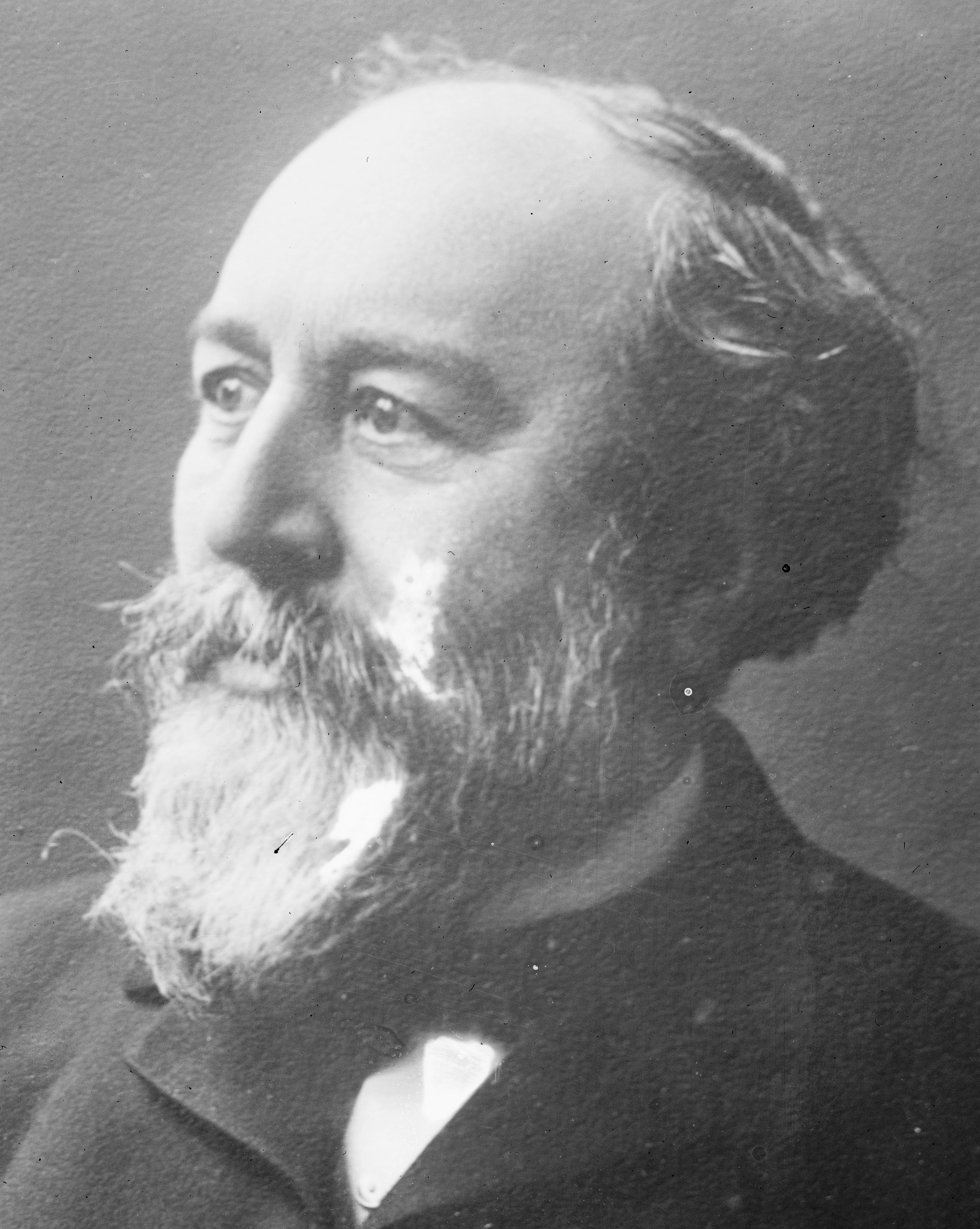
Maurice-Louis Faure 1910.

Maurice-Louis Émile Faure, född den 19 januari 1850 i Saillans, departementet Drôme, död där den 8 december 1919, var en fransk politiker och skriftställare.
Faure var byråchef i fångvårdsstyrelsen, då han 1885 invaldes i deputeradekammaren, där han tillhörde radikala vänstern och 1898-1902 var en bland kammarens vicepresidenter. Faure var från 1902 till sin död senator för Drôme och blev 1913 vicepresident i senaten. Han var november 1910-februari 1911 undervisningsminister i andra ministären Briand. Sociala reformer och antiklerikal kyrko- och skolpolitik hade i honom en ivrig förespråkare. Faure bildade med några vänner 1876 i Paris den provensalska föreningen La Cigale och 1879 en underavdelning av Feliberförbundet, Le félibrige de Paris. Senare blev han ledamot av Feliberkonsistoriet. Faure utgav bland annat en samling tal i undervisningsfrågor, Pour l'université républicaine (1901), och Pour la terre natale. Pages historiques et littéraires (1908).